# Adèle Duttweiler
Adèle Duttweiler (Horgen, 29 décembre 1892 - Rüschlikon, 27 mai 1990) est une femme d’affaires et philanthrope suisse.

## Biographie
Avec son mari Gottlieb Duttweiler, ils ont fondé la  coopérative Migros.